# Роверкјара
Роверкјара (итал. Roverchiara) је насеље у Италији у округу Верона, региону Венето.
Према процени из 2011. у насељу је живело 1390 становника. Насеље се налази на надморској висини од 18 м.

## Становништво
Према резултатима пописа становништва 2011. у општини је живело 2.740 становника.
| 1931. | 1936. | 1951. | 1961. | 1971. | 1981. | 1991. | 2001. | 2011. |
| ----- | ----- | ----- | ----- | ----- | ----- | ----- | ----- | ----- |
| 3.938 | 4.044 | 4.025 | 3.281 | 2.845 | 2.685 | 2.587 | 2.655 | 2.740 |